# 가레긴 느주데흐
가레긴 느주데흐(아르메니아어: Գարեգին Նժդեհ, 본명: 가레긴 아라켈 예기셰이 테르하루튜냔(아르메니아어: Գարեգին Առաքել Եղիշեի Տեր-Հարությունյան), 1886년 1월 1일 러시아 제국 예레반 현 귀즈뉘트(Güznüt, 현재의 아제르바이잔 나히체반 자치 공화국) ~ 1955년 12월 21일 소련 블라디미르)는 아르메니아의 군인이다.

## 생애
나히체반에서 신부의 아들로 태어났다. 티플리스(현재의 조지아 트빌리시)의 러시아 김나지움을 졸업했으며 17세에 아르메니아 민족주의 진영에 가담했다. 느주데흐는 아르메니아어로 "순례자", "이주민"을 뜻한다. 1906년에는 불가리아로 이주했고 1907년에는 소피아 드미트리 니콜로프(Dmitry Nikolov) 군사 학교를 졸업했다.
1908년에는 아르메니아 혁명 연맹에 가입했지만 1909년 캅카스로 귀환하면서 러시아 제국 당국에 체포되면서 3년 동안 수감 생활을 했다. 1912년 제1차 발칸 전쟁에서 아르메니아인 용병들과 함께 불가리아 군대에 가담하면서 오스만 제국 군대를 공격했다. 1914년에는 러시아 제국 당국의 사면 조치를 받았고 아르메니아인 용병들과 함께 러시아 제국 군대에 가담했다.
1918년에는 아르메니아 민주공화국의 독립과 함께 나히체반 대표로 임명되었다. 1921년 소련이 아르메니아를 점령하자 산악 아르메니아 공화국의 독립을 선언했지만 진압되었고 나중에 불가리아로 이주하게 된다. 1930년대에는 불가리아, 루마니아, 미국을 오가면서 아르메니아 민족주의 운동을 전개했다.
제2차 세계 대전 기간 동안에는 독일의 독일 국방군에서 아르메니아 군단의 결성 과정에 참여했다. 그는 독일이 소련을 정복하면 아르메니아가 소련으로부터 독립할 수 있다고 판단했다. 또한 독일 군대에 터키 침공을 제안했지만 성사되지 않았다.
1947년에는 소련 당국에 범아르메니아주의 군대 결성, 아르메니아인 디아스포라를 위한 정치 조직 결성, 터키가 지배하는 서부 아르메니아의 해방, 아르메니아 소비에트 사회주의 공화국과 서부 아르메니아와의 통일을 제안했지만 소련은 그의 제안을 거절했다. 1948년부터 1952년까지는 블라디미르의 감옥에 수감되었고 1953년에는 예레반의 비밀 감옥에 수감되었다.